# Isla Nakura
Nakura es el nombre de una isla del país africano de Eritrea en el archipiélago de Dahlak situado al oeste de Dahlak Kebir, en la Región de Semenawi Keyih Bahri (Mar Rojo Norte) 
Durante la colonización italiana de este país (1890-1891), fue utilizada como campo de detención. Su historia es representada en las canciones de Eritrea. Según algunos informes, regímenes militares en Eritrea habrían utilizado esta isla como un campo de prisioneros para los disidentes.